# تاكاهيرو موري
تاكاهيرو موري (باليابانية: 森隆弘؛ بالكانا: もり たかひろ) هو سباح ياباني، ولد في 2 مارس 1980 في كوماموتو في اليابان.

## وصلات خارجية
- تاكاهيرو موري على موقع الاتحاد الدولي للسباحة (الإنجليزية)
- تاكاهيرو موري على موقع أوليمبيديا (الإنجليزية)